# Kuta Batu I
Kuta Batu I is een bestuurslaag in het regentschap Aceh Tenggara van de provincie Atjeh, Indonesië. Kuta Batu I telt 563 inwoners (volkstelling 2010).